# Episodi de Il principe dei draghi (seconda stagione)
La seconda stagione della serie animata Il principe dei draghi (The Dragon Prince), nota anche come Libro 2: Cielo, è composta da 9 episodi ed è stata trasmessa su Netflix il 15 febbraio 2019.
| Nº | Titolo originale       | Titolo italiano            | Prima pubblicazione |
| -- | ---------------------- | -------------------------- | ------------------- |
| 1  | A Secret and a Spark   | Un segreto e una scintilla | 15 febbraio 2019    |
| 2  | Half Moon Lies         | Le bugie e la mezzaluna    | 15 febbraio 2019    |
| 3  | Smoke and Mirrors      | Fumo negli occhi           | 15 febbraio 2019    |
| 4  | Voyage of the Ruthless | Il viaggio della Ruthless  | 15 febbraio 2019    |
| 5  | Breaking the Seal      | Il sigillo                 | 15 febbraio 2019    |
| 6  | Heart of a Titan       | Il cuore di un Titano      | 15 febbraio 2019    |
| 7  | Fire and Fury          | Fuoco e furia              | 15 febbraio 2019    |
| 8  | The Book of Destiny    | Il libro del destino       | 15 febbraio 2019    |
| 9  | Breathe                | Respira                    | 15 febbraio 2019    |

## Un segreto e una scintilla
- Titolo originale: A Secret and a Spark
- Diretto da: Villads Spangsberg
- Scritto da: Aaron Ehasz e Justin Richmond

Durante una ricognizione nella Breccia, il generale Amaya cade in un’imboscata degli elfi del Fuoco del Sole, guidati da una guerriera armata di una spada infuocata, ma riesce a sopravvivere e a mettersi in salvo. La notizia arriva a Katolis, dove Viren informa l'Alto Consiglio che sono stati avvistati anche dei draghi sopra le città, segno che Xadia si stia preparando alla guerra, perciò chiede di convocare il vertice della Pentarchia con gli altri quattro regni umani per coalizzarsi e respingerli. La consigliera Opeli, però, è contraria a prendere una decisione di Stato così importante fin quando non avranno trovato i principi. Ma Viren decide di usare il sigillo del re per inviare dei messaggi minacciando Master Crow, l'addetto ai corvi messaggeri di Katolis che sostituisce Lord Crow. Intanto Callum, Ezran, Rayla ed Ellis sono ospiti nella dimora di Lujanne, con Ezran che cerca di far imparare a Zym come volare mentre Callum si fa insegnare da Lujanne qualcosa sulla fonte primaria della Luna, capendo come il Nexus lunare è solo uno dei sei punti sparsi nel continente in cui l'energia delle altre fonti primarie sono più pure e potenti, e purtroppo che lui non può più usare la magia in quanto ha distrutto la pietra primaria. Rayla, d'altra parte, capisce che devono ripartire immediatamente verso Xadia in quanto teme l'avvicinarsi di un pericolo, ma i due principi riescono a convincerla a rimanere un altro giorno. Callum espone tutta la sua frustrazione a Lujanne sul fatto che nella vita non è mai stato in grado di fare le cose che ci si aspetta da un principe, rivelandogli di come si sia sentito speciale quando è riuscito a imparare la magia, per cui ha deciso che continuerà a cercare un modo per imparare a usarla anche senza una pietra primaria. Lujanne, allora, gli rivela che gli umani nascono senza un Arcanum, ovvero una scintilla delle sei fonti che risiede nelle creature magiche e che ha un proprio significato: quello della Luna, di cui Lujanne è esperta, è legato alla capacità di capire la verità delle cose e usare questa conoscenza per creare illusioni tanto fantasiose quanto vivide, confondendo la percezione degli altri. Nel frattempo Rayla, durante la sua ronda notturna, cade in un sonno profondo che si scopre essere causato da Claudia mentre Soren si appresta a finirla.

## Le bugie e la mezzaluna
- Titolo originale: Half Moon Lies
- Diretto da: Villads Spangsberg
- Scritto da: Aaron Ehasz e Justin Richmond

Rayla riesce a scampare alla trappola di Soren e Claudia, in quanto è rimasta sveglia grazie alle spine di una rosa, e si appresta ad affrontarli. Inizialmente in vantaggio viene subito messa con le spalle al muro, ma l'intervento di Callum fa sì che tutti si fermino e che chiarisca la posizione di Rayla come loro amica. Nel frattempo Viren decide di scoprire una volta per tutte il mistero dello specchio del Re dei Draghi usando un siero della vera vista, ma anche questo metodo si conclude con un fallimento, portando il mago a uno sfogo di rabbia che causa un incendio ma che subito sopprime, lasciandolo al buio; e in quel momento lo specchio si illumina, rivelando la presenza di una stanza. Intanto Claudia e Soren cercano di convincere Callum ed Ezran a ritornare a Katolis, ma questi ultimi, rivelando la presenza di Zym, chiariscono che devono continuare il loro viaggio verso Xadia. A questo punto Claudia decide di guadagnarsi la fiducia di Callum mentre questi le mostra il Nexus lunare, e nonostante un piccolo contrasto sul loro modo di vedere la magia, i due si danno un appuntamento al chiaro di luna. Nel mentre Soren cerca di portare a termine il compito assegnatogli da suo padre, progettando una teleferica difettosa per provocare a Ezran un incidente, ma fallisce a causa di Rayla, che diviene molto più sospettosa nei loro confronti e decide di confidarsi con Callum, ma questi non riesce credere che Soren e Claudia possano avere secondi fini, implicando anche che non ha abbastanza fiducia nei confronti dell'elfa. Durante la notte Callum e Claudia riescono a stare da soli e a godersi il chiaro di luna riflesso nella caldera, ma proprio mentre stanno per baciarsi Claudia decide di confessare qualcosa a Callum. Intanto Rayla chiede aiuto a Lujanne per fare in modo di guadagnarsi la fiducia dei principi, capendo che forse si sente ancora in colpa per non aver rivelato la verità riguardo al loro padre. Lujanne allora le rivela che ogni persona ha un proprio lato nascosto e che sta a loro decidere se mostrarlo o meno, ma Rayla si convince che solo con la verità ci può essere fiducia, così prende coraggio e si dirige da Callum, incontrandolo però in lacrime: Claudia gli ha rivelato della morte di re Harrow.

## Fumo negli occhi
- Titolo originale: Smoke and Mirrors
- Diretto da: Villads Spangsberg
- Scritto da: Devon Giehl e Iain Hendry

Non sentendosi più in grado di convincere Callum a ritornare a Katolis, Claudia accetta la proposta di Soren di farlo in modo diretto. Nel mentre Callum cerca di dire a Ezran la verità sulla morte del padre, ma capendo quanto al giovane principe manchi il genitore non trova il coraggio. Intanto Viren, addormentatosi, scopre che è presente dell'attività nel luogo dentro lo specchio, e in quel momento entra una figura, coperta da un lungo mantello ricoperto da stelle, presenti anche sulla sua pelle, ma che non sembra accorgersi della sua presenza. Nel frattempo Claudia decide di consegnare a Callum la lettera che il re gli aveva dato e che aveva perso, chiedendogli, inoltre, di accompagnarlo insieme a Soren nel loro viaggio. Quando Callum lo riferisce a Rayla l'elfa teme che possa trattarsi di una trappola, ma davanti all'irremovibilità del principe, che li vede ancora come suoi amici, decide di rivolgersi a Lujanne per un piccolo aiuto. A Katolis, Viren sta ancora osservando la misteriosa figura quando questa, guardando verso di lui, spegne tutte le luci della stanza e poggia una mano con quattro dita sullo specchio, rivelando che si tratta di un elfo e che anche lui lo stava osservando. Intanto il gruppo decide di partire verso Xadia quando Soren tende un'imboscata a Rayla e Claudia cattura Callum, Ezran e Zym. Tuttavia, i due scoprono troppo tardi che sono caduti anch'essi in una trappola in quanto i prigionieri sono solo illusioni creati dal collare di Ava quando Lujanne aveva dato addio a lei e a Ellis, mentre quelli veri sono in groppa alla sua fenice lunare Fe-Fe e recuperano Rayla. Ma Claudia utilizza un incantesimo per afferrarli con un grosso tentacolo, venendo fermata all'ultimo momento da Corvus, che è riuscito a localizzare i principi, il quale viene però stordito da Soren e fatto prigioniero. Anche se salvi, Callum è sconcertato dal tradimento dei due fratelli e che Rayla aveva sempre avuto ragione.

## Il viaggio della Ruthless
- Titolo originale: Voyage of the Ruthless
- Diretto da: Villads Spangsberg
- Scritto da: Neil Mukhopadbyay

A causa di un atterraggio di fortuna di Fe-Fe, in quanto indebolita dalla lontananza dal Nexus lunare, il gruppo decide di imbarcarsi su una nave per attraversare un grande fiume. Trovano l'aiuto in Capitan Villads, il capitano cieco da entrambi gli occhi della Senzaruth e con il suo pappagallo Berto come primo ufficiale. Durante la traversata, basandosi sulle capacità di Villads di avvertire il vento come se fosse in connessione con esso, Callum capisce di stare per avvicinarsi alla risposta su come creare la propria connessione per utilizzare di nuovo la magia. La nave, però, si imbatte in una tempesta, costringendo il gruppo ad attraccare a un'isola vicina finché non passerà. Nel frattempo alla Breccia, il generale Amaya guida una guarnigione a controllare un avamposto segreto situato sul confine xadiano che aveva lanciato un segnale più tardi del previsto. Trovandolo inizialmente deserto compare loro un soldato, il quale riferisce che gli altri sono andati in ricognizione, ma riesce ad avvertire Amaya che si tratta di una trappola degli elfi del Fuoco del Sole, guidati dalla stessa guerriera che aveva fronteggiato. Fortunatamente, dopo un duro combattimento, Amaya riesce a mettersi in salvo insieme ai suoi soldati. Intanto, visto che sono bloccati sull'isola, Callum ne approfitta per cercare di entrare in connessione con la tempesta, seguito da Zym in quanto un Drago del cielo. Dopo un inizio non proprio fruttuoso i due vengono attirati da un mulino, sopra il quale è presente un parafulmine. Callum decide, quindi, di aspettare che cada un fulmine, ma si rende presto conto della futilità del suo gesto; proprio in quel momento un fulmine colpisce Zym, ma entrambi ne escono fortunatamente illesi, decidendo di ritornare alla Senzaruth. A Katolis, Viren segue le istruzioni dell'elfo nello specchio raccogliendo diversi materiali che gli mostra, necessari per un incantesimo. Quando, però, arriva il momento in cui entrambi devono procurarsi un taglio sulla mano, Viren esita ed esce dalla stanza per cercare di capire se può fidarsi. In quel momento nota uno dei corvi messaggeri rientrare, scoprendo da Master Crow che gli altri regnanti dei quattro regni hanno accettato di incontrarsi al vertice della Pentarchia. Senza più alcun dubbio, Viren torna nella stanza sotterranea e copre lo specchio con un telo.

## Il sigillo
- Titolo originale: Breaking the Seal
- Diretto da: Villads Spangsberg
- Scritto da: Aaron Ehasz e Justin Richmond

Ripreso il viaggio in nave, Callum è afflitto dal dubbio se aprire la lettera che Harrow gli ha scritto o no in quanto crede che leggendo le sue parole se ne sarà andato per sempre. Ma alla fine, grazie anche all'incoraggiamento di Esca, che ha deciso di stare con lui in quanto si sente escluso da Ezran per via del nuovo legame che ha instaurato con Zym, decide di aprirla. Nel frattempo Viren si dirige al vertice della Pentarchia come autoproclamato reggente di Katolis, dove incontra re Ahling di Neolandia, re Florian di Del Bar e la regina Fareeda di Evenere; l'ultima ad arrivare è la giovane regina Aanya di Duren. Viren inizia un discorso raccontando gli ultimi avvenimenti accaduti, dalla morte di re Harrow per mano degli elfi dell'Ombra della Luna alla costante minaccia che gli elfi del Fuoco del Sole e dei draghi che volano sopra le città umane rappresentano, chiedendo ai vari regnanti di stringere un'alleanza con Katolis per muovere guerra contro Xadia. Ahling, Florian e Fareeda si lasciano convincere dalla gravità della situazione, ma l'unica a trovare la cosa non molto chiara è Aanya, asserendo che non conoscono appieno le reali intenzioni di Xadia, e che quindi non vuole rischiare di mandare a morire migliaia di persone. Cercando di convincerla, Viren le racconta di una storia che entrambi i loro regni hanno condiviso: dopo la sua incoronazione, Harrow instaurò un sistema equo per ogni abitante del regno, ma un giorno vennero a trovarlo le regine di Duren Annika e Neha, le madri di Aanya, spiegandogli che ormai da sette inverni Duren era afflitto da una tremenda carestia, e che con questo centomila dei suoi abitanti avrebbero rischiato di morire. Harrow decise, quindi, di dare loro il proprio sostegno, nonostante le risorse di Katolis erano più o meno sufficienti per i suoi stessi abitanti. Nel tentativo di risolvere il problema, Viren scoprì un modo per rendere fertile il terreno attraverso il cuore di un titano di magma, un gigante che risiede vicino a Xadia poco oltre il confine. Benché la proposta suonasse come una speranza per Harrow, per la regina Sarai era un atto deplorevole in quanto non sapevano nulla sul titano, e, inoltre, avrebbero potuto subire le conseguenze dovute al loro gesto in quanto si sarebbero serviti della magia oscura. Tuttavia, Harrow decise di salvare entrambi i regni e guidò una spedizione composta da lui, Viren, Amaya, Annika e Neha, più un paio di soldati, a cui si aggiunse anche Sarai, rammentando a Harrow il loro legame. La spedizione oltrepassò il confine di notte, il periodo in cui Tuono, il Re dei Draghi, era assente, e dopo un po' trovarono il titano apparentemente morto, ma nel momento in cui Neha e Amaya iniziarono a penetrarlo il titano si risvegliò, pronto ad affrontare i suoi aggressori.

## Il cuore di un Titano
- Titolo originale: Heart of a Titan
- Diretto da: Villads Spangsberg
- Scritto da: Aaron Ehasz e Justin Richmond

Il combattimento contro il titano di magma impegnò molto duramente i membri della spedizione, ma alla fine riuscirono a creare un varco nel petto e a trafiggerlo in quel punto, disintegrandolo e portando alla luce il suo cuore. Con il loro pesante carico, a cui si aggiunsero i feriti che Harrow non voleva abbandonare, il gruppo ritornò al confine proprio mentre si levava l'alba, e subito dopo il Re dei Draghi piombò su di loro. Le regine Annika e Neha decisero di sacrificarsi permettendo agli altri membri di proseguire, ma Viren decise di seguirle per aiutarle. All'inizio riuscì a bloccare Tuono, ma questi si liberò subito dopo e con un colpo di coda uccise le due regine. In quel momento Sarai si rese conto che senza Viren a fare l'incantesimo tutto ciò che avevano fatto sarebbe stato inutile, così tornò indietro a recuperarlo, ma proprio mentre stavano per salvarsi i due vennero colpiti dai fulmini del drago. Viren riuscì a salvarsi, ma Sarai spirò tra le sue braccia. Arrivati a Duren profondamente segnati dalla perdita dei loro cari, Viren riuscì a lanciare l'incantesimo che fece diventare il suolo fertile e abbondante, e in onore dell'eroico sacrificio che le tre regine avevano compiuto vennero erette tre statue in loro memoria; tornato a Katolis Harrow si vide costretto a confessare la verità a un giovane Callum. Benché il racconto di Viren colpisca molto al cuore la giovane Aanya, questa non desiste dalla sua decisione in quanto non le sembra giusto ripagare il debito con Katolis mandando a morire più delle persone che le sue genitrici salvarono quel giorno, e la sua decisione influenza anche gli altri regnanti, lasciando Viren incredulo e irato verso quello che ritiene un tradimento nei confronti dell'umanità per poi andarsene. Intanto Callum legge il contenuto della lettera scritta da Harrow: quest'ultimo gli confessa che nonostante non sia il suo padre naturale lo considera comunque suo figlio, vedendo molto di sé stesso in lui, e che dovrà essere sempre al fianco di Ezran per guidarlo quando sarà re. Inoltre decide di condividere una bugia, un desiderio e un segreto: la prima è di non credere al fatto che le gesta e le imprese accadute nel passato siano considerabili atti di forza quanto più di potere, e che la vera forza risiede nella vulnerabilità, nel perdono e nell'amore; il secondo è che lui ed Ezran siano liberi dal passato, imparando da esso a non commettere gli stessi errori; e il terzo si trova al Rifugio di banther, e si tratta del cubo che Callum vi ha recuperato chiamato Chiave di Aaravos, appartenente all'omonimo arcimago elfico maestro di tutte e sei le fonti primarie, che si dice possa sbloccare qualcosa di molto potente a Xadia. Contemporaneamente Rayla ottiene dei preziosi consigli da Villads quando gli racconta della sua condizione di non riuscire a capire il proprio scopo, al che il capitano descrive metaforicamente la vita come un fiume e che per capirne il significato bisogna lasciarvisi trasportare. Proprio in quel momento vedono in lontananza la terraferma, ma anche l’ombra di un drago tra le nuvole.

## Fuoco e furia
- Titolo originale: Fire and Fury
- Diretto da: Villads Spangsberg
- Scritto da: Devon Giehl e Iain Hendry

Soren e Claudia arrivano in una città per rinchiudere Corvus, capendo che è sotto la minaccia costante di un drago che volteggia da almeno tre notti sopra di essa. Per sbarazzarsene, Soren ordina che venga abbattuto con le baliste della torre principale, ma questo istiga il drago che risponde incendiando la città. A questo punto Soren non ha altra scelta che liberare Corvus in modo che possa aiutare i civili, mentre loro rimarranno a fronteggiare il drago. Claudia decide di utilizzare l'occhio di un grifone per incantare una freccia in modo che non manchi mai il bersaglio, e grazie all'incantesimo riescono ad abbattere il drago, che si schianta vicino al punto in cui sono accampati Callum, Ezran e Rayla. I tre arrivano sul luogo dello schianto, ma non posso fare altro che togliere la freccia dal corpo perché una pattuglia guidata da Soren e Claudia sta arrivando. Nel mentre Viren rientra a Katolis, dove viene rimproverato da Opeli per essere andato contro la legge autoproclamandosi reggente del regno e usato il sigillo del re per convocare il vertice della Pentarchia, avvertendolo di prepararsi alle dovute conseguenze. Abbandonato da tutti, Viren decide di rischiare e collaborare di nuovo con l'elfo dello specchio. Intanto, il senso di giustizia di Rayla le fa prendere la decisione di andare a salvare il drago, cosa che mette in agitazione Callum in quanto sarà da sola dato che lui non può fare niente per aiutarla, ma l'elfa lo rassicura per poi andare. Viene, tuttavia, scoperta e ingaggia un combattimento con Soren e i soldati. Ma Callum, che aveva notato nei suoi disegni il libro di magia oscura di Claudia, decide infine di usare quel metodo e, preso il libro e un ingrediente, trasforma le catene che imprigionano il drago in serpenti che aggrediscono i soldati, ma l'uso della magia oscura senza la dovuta preparazione prosciuga la salute di Callum, rendendolo debole. Il drago, ormai libero, si scontra con Soren, facendolo sbattere violentemente contro un masso, ma poco prima di finirlo viene fermato dalla presenza di Zym, raggiunto da Ezran, riconoscendolo come il Principe dei Draghi per poi andarsene. Claudia si affretta a catturarli, ma le richieste di aiuto di Soren la costringono a rinunciare, scoprendo che suo fratello non riesce più a muoversi, Mentre Ezran e Rayla trasportano un sofferente Callum al loro rifugio. Nel frattempo l'elfo si ripresenta a Viren, ed entrambi versano una goccia di sangue in un contenitore, dopodiché l'elfo infila un bruco viola nel suo, il quale si teletrasporta in quello di Viren andandosi a posizionare sopra il suo orecchio. Tramite l'animale l'elfo riesce a comunicare con Viren, proponendogli i suoi servigi.

## Il libro del destino
- Titolo originale: The Book of Destiny
- Diretto da: Villads Spangsberg
- Scritto da: Aaron Ehasz e Justin Richmond

Mentre Ezran e Rayla tornano al rifugio con Callum, Claudia cerca di guarire Soren, ma scopre che i suoi metodi non funzionano, così decide di portarlo all'ospedale della città. Le viene però rivelato che Soren non potrà più muoversi, ma quando sta per dirglielo il fratello le risponde che lo sa già e che forse è meglio così, rivelandogli del piano del padre nell'uccidere i principi, cosa che Claudia non riesce a credere. Quando però Soren decide di continuare ad andare avanti come poeta, sentendo la sua performance Claudia ne rimane così sconcertata da cercare qualcosa tra le medicine che possa guarirlo, perdendo, però, la calma e venendo buttata fuori dall'ospedale. A Katolis Viren parla con l'elfo, che si presenta come Aaravos (lo stesso detentore del cubo in possesso di Callum), così Viren cerca informazioni su di lui nella biblioteca, guardandosi dalle guardie dato che ormai è visto in modo pericoloso. Ma quando trova informazioni sull'elfo ogni passaggio scompare, lasciandolo interdetto e dubbioso se fidarsi di lui. Nel frattempo Ezran e Rayla sussistono Callum, il quale, a causa della terribile febbre, è affetto da delle allucinazioni, le quali gli mostrano una sua versione che tiene in mano il cubo con il simbolo della magia oscura a rimpiazzare quelli delle fonti primarie. Callum capisce di avere davanti la sua parte desiderosa di imparare la magia, anche al costo di usare la magia oscura, che sembra essere l'unico modo con cui gli umani possano farlo, ma una proiezione di suo padre Harrow gli rammenta che lui è libero dal passato e dal futuro e che è in grado di scegliere da solo il proprio destino, salvandolo appena in tempo. Nella realtà, Ezran e Rayla vengono raggiunti da Corvus, il quale, inchinandosi davanti a Ezran gli fa capire che suo padre è morto, lasciando il ragazzo profondamente sconvolto tanto da decidere di allontanarsi per stare un po' da solo. Passato un po' di tempo in cui ancora non ritorna, però, Corvus decide di andarlo a cercare, solo per scoprire che le sue tracce sono sostituite da quelle di un banther, ma quando lo riferisce a Rayla quest'ultima rimane tranquilla in quanto sa che Ezran è in grado di parlare con gli animali. Poco dopo, infatti, il piccolo principe, a cavallo della bestia selvatica, sorprende Claudia in città. Nel frattempo Callum viene aiutato dalle proiezioni di Villads e Berto per sopravvivere a una tempesta, con il capitano che gli riferisce che è lui la vela della nave e quindi suo compito trovare la propria strada. La prospettiva di Callum, però, cambia, facendogli vedere la scena come se fosse nella tempesta all'interno di una pietra primaria che decide di frantumare. Ma il tempo si resetta, ripristinando la pietra, anche se il paesaggio al suo interno è cambiato: la nave di Villads è distrutta e Callum viene trascinato nelle profondità dove non riesce più a respirare, riflettendosi sulla realtà dove Rayla cerca di aiutarlo.

## Respira
- Titolo originale: Breathe
- Diretto da: Villads Spangsberg
- Scritto da: Aaron Ehasz e Justin Richmond

Ezran perdona Claudia per il suo comportamento ed entrambi visitano la città, scoprendo di assomigliarsi molto in quanto la madre di Claudia e Soren è stata costretta a lasciarli a causa del rapporto sempre più incrinato che aveva con loro padre. Scoprendo che Ezran è in grado di parlare con gli animali, Claudia lo convince ad aiutarla a trovare i frutti del latte nella foresta in modo che possa guarire Soren. Una volta trovati Claudia lascia tornare indietro Ezran, ma decide di usare l'energia vitale di un cervo che si nutre dei suddetti frutti. In questo modo Claudia ripristina la sensibilità di Soren, permettendogli di poter camminare di nuovo; l'enorme sforzo, però, le consuma molto vigore, facendole diventare una ciocca di capelli bianca. A Katolis Aaravos riesce a guadagnarsi la fiducia di Viren facendo leva sulla sua sete di conoscenza e permettendogli di aiutarlo a preparare la guerra contro Xadia: dato che ha fallito nel farsi ascoltare dai sovrani dei quattro regni, Aaravos decide di rendere le preoccupazioni di Viren concrete, permettendogli di creare delle copie oscure degli assassini elfi dell'Ombra della Luna che andranno a terrorizzare la popolazione dei regni. Tuttavia, nel momento in cui cerca di riacquistare le proprie sembianze a causa dell'incantesimo, viene raggiunto dalle guardie, ma grazie al potere che Aaravos gli concede riesce a respingerle; nella confusione il passaggio segreto nei sotterranei si apre e Pip, l'uccello domestico di Harrow, fugge via dalla gabbia in cui era rinchiuso. Alla fine Viren viene ferito e circondato dagli arcieri e minacciato da Opeli se si rifiuterà di arrendersi, motivo per cui Aaravos gli intima di acconsentire, promettendogli che sarebbe comunque rimasto con lui. Intanto Callum sta ancora male e Rayla inizia a disperarsi per paura di perderlo. Fortunatamente Callum viene salvato da una visione di sua madre Sarai, la quale gli consiglia di fare ordine nella sua mente respirando. Callum riesce riprendersi, e con sorpresa di Rayla afferma di aver compreso l'Arcanum del Cielo: ogni essere vivente è connesso alla magia, e bisogna diventare parte di essa per comprenderla. Utilizzando il suo stesso respiro, infatti, Callum riesce a materializzare la runa Aspiro e a lanciare con successo l'incantesimo. In quel momento torna Ezran in compagnia di Corvus, felice che suo fratello sia di nuovo in grado di usare la magia. Tuttavia gli dice anche che deve tornare a Katolis per adempiere al suo ruolo come re, motivo per cui dovranno essere solo Callum e Rayla a portare Zym a Xadia, così decide di partire con Corvus. Anche Soren e Claudia decidono di tornare, consapevoli che hanno entrambi fallito le loro missioni, ma portando un corno che Soren è riuscito a staccare al drago, sperando che possa essere di qualche aiuto a loro padre. Arrivati al confine con Xadia, Rayla rivela che dovranno attraversare il sentiero lunare, un sentiero delineato da rune lunari, visibili tramite la luce della Luna, che indicano le rocce sicure su cui passare. Il Sole, tuttavia, sta per sorgere e finisce per cancellare le rune a pochi passi dalla loro meta. Attraverso la sua speciale connessione con Zym, Ezran riesce a capire la situazione e, con l'aiuto di Corvus, aiuta il draghetto a imparare a volare, permettendogli di posizionarsi su una roccia in modo che possa coprire il Sole e permettendo a Callum e Rayla di passare. Entrambi sono felici di essere arrivati a Xadia, ma proprio in quel momento tra le rocce compare un enorme drago che Rayla riconosce come Sol Regem.